# Rhamphomyia brevistylata
Rhamphomyia brevistylata är en tvåvingeart som beskrevs av Oldenberg 1927. Rhamphomyia brevistylata ingår i släktet Rhamphomyia och familjen dansflugor. Inga underarter finns listade i Catalogue of Life.